# 伍连德
伍连德（1879年3月10日—1960年1月21日），字星联，生于海峽殖民地槟榔屿（今马来西亚槟城州），籍貫大清广东新宁德行都（今中國廣東省台山市四九鎮下坪西邊巷村）。中國、马来亚医学家、公共卫生学家，是检疫与防疫事业的先驱，为中国的现代医学建设与医学教育、公共卫生和传染病学作出了开创性贡献。

## 生平

### 留学生活
1879年3月10日，伍连德生于英属马来亚槟榔屿，是华侨黄乃裳的女婿，于槟城大英义学毕业。1896年到1899年，考取英女皇奖学金后，前往英国剑桥大学意曼纽学院留学，研究传染病及细菌学。1899年至1902年，考入圣玛丽医院实习，成为该医院第一位华人实习生。后来到英国利物浦热带病学院、德国哈勒大学卫生学院、法国巴斯德研究所进行实习、研究。
1903年，获剑桥大学医学博士学位，并回到马来亚开办诊所，在吉隆坡医学研究院研究热带病。1907年，伍连德应邀到英国伦敦参加神学博士文英兰主持的禁鸦片烟会议。同年，聘请出任天津陆军军医学堂副监督（即副校长职）。

### 抗击鼠疫

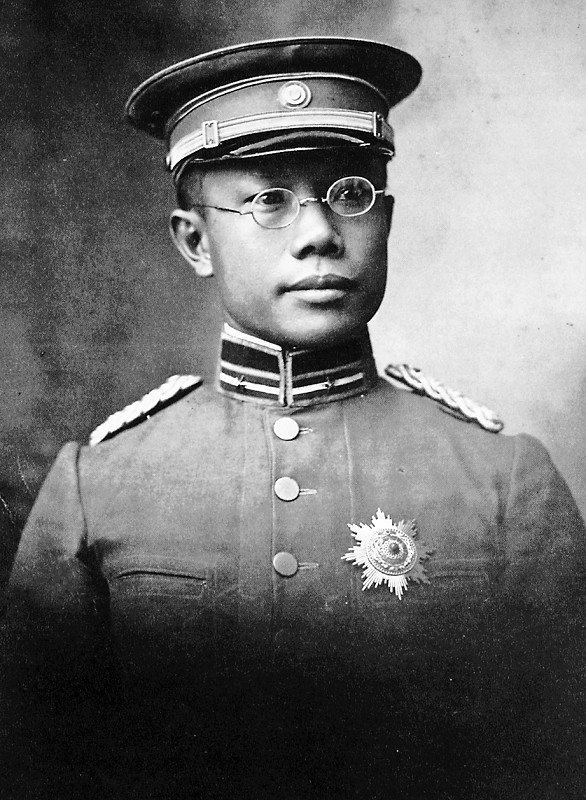
1911年的伍连德

1910年12月，中國爆發东北大鼠疫，隆裕太后任命伍连德为东三省防疫全权总医官，赴哈尔滨调查并开展防治工作。1910年12月24日，伍连德率助手即陆军医学堂高年级学生林家瑞到达疫区中心哈尔滨，领导防治工作，在四个月之内控制了疫情。通过现代医学方法他确定了鼠疫是由呼吸道传播；他为防疫而设计的较为紧致、实用的口罩在后世得到了极大发展和广泛使用，並且被認為是N95口罩的始祖之一。
1911年初，他在哈尔滨建立了中国第一个鼠疫研究所。1911年，隆裕太后傳旨嘉獎，获赏医科进士。
1911年4月3日至4月28日，11个国家的专家参加的“万国鼠疫研究会”在奉天召开，东三省防疫总医官伍连德博士担任会议主席。与会中外专家建议清朝政府在东三省设立永久性防疫机构，以防止瘟疫重来。

### 防疫与医学

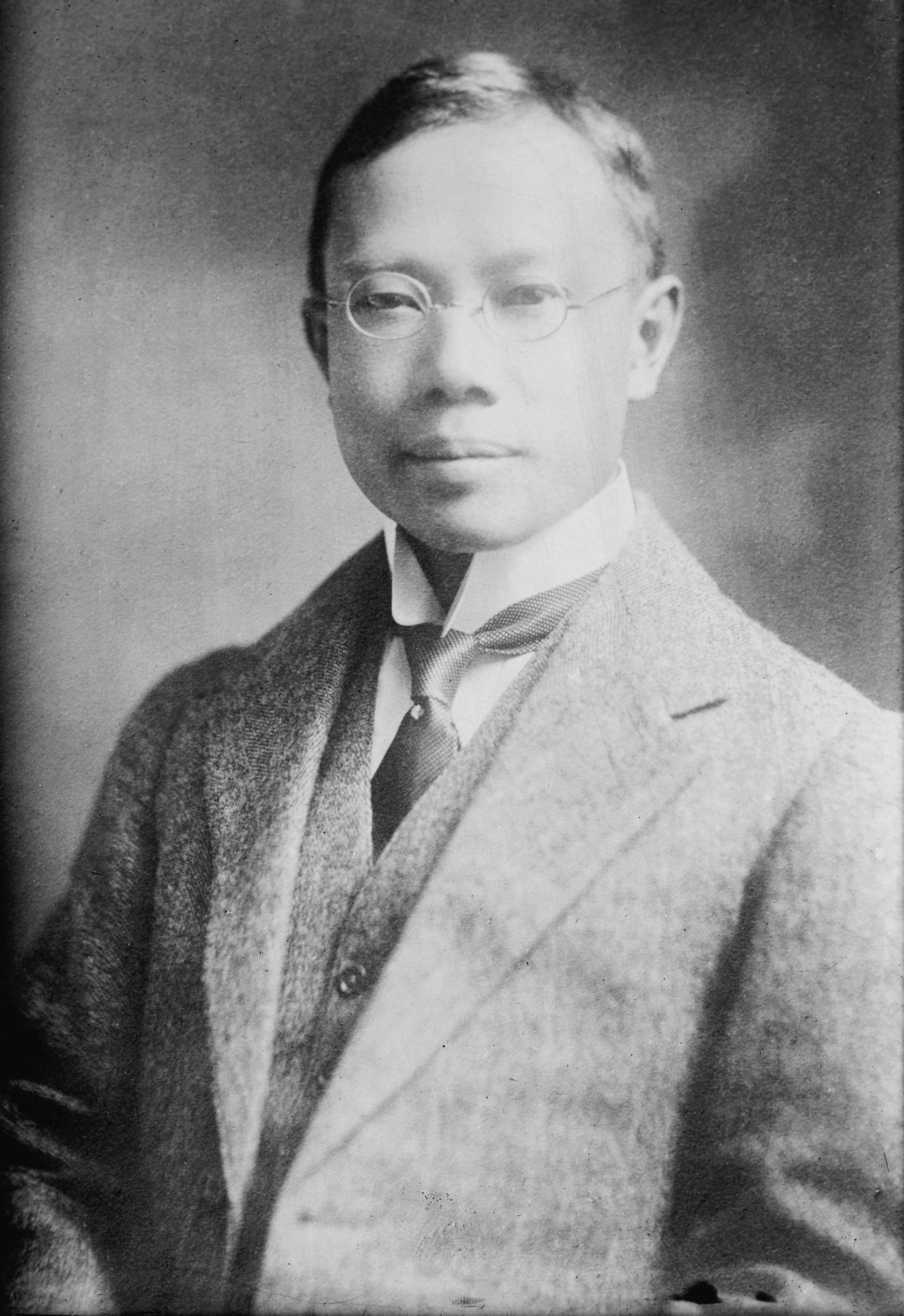
1910年代的伍连德博士

1912年，中华民国成立後，伍连德获中华民国北京臨時政府聘请为時任大总统袁世凱的侍从医官。同年，在哈尔滨筹建北满防疫处及附属医院。1912年10月1日，北满防疫处成立，总部（总医院）设在哈尔滨，伍连德任总医官。这是中国近代第一个常设防疫机构。1916年，防疫处名称改为“东三省防疫事务总处”。
1915年，伍连德和颜福庆等人共同发起成立了中华医学会，创刊《中华医学杂志》，伍连德任中华医学会书记并兼《中华医学杂志》总编辑。
1918年，伍连德担任中华民国北洋政府中央防疫处处长、北京中央医院（今为北京大学人民医院）院长。北京中央医院是由伍连德倡设，除北京政府财政部拨款外，大部分经费由募集得来，院址位于阜成市场（位于阜成门内大街，现为北京大学人民医院分院所在地），1918年1月27日开院，伍连德任第一任院长。1919年1月，代表中华民国北洋政府外交部赴上海监督焚烧鸦片。伍连德先后获上海圣约翰大学、香港大学、日本东京医科大学的荣誉博士学位，苏联科学院名誉院士，苏联微生物学会外国会员。
伍连德先后领导防疫工作，控制了1917年绥远鼠疫、1919年哈尔滨霍乱、1920年中国东北鼠疫、1932年上海霍乱。
1922年，伍连德受奉天督军张作霖委托，在沈阳创办东北陆军医院。1926年9月9日，创办滨江医学专科学校（哈尔滨医科大学的前身），任首任校长。这是中国东北地区中国人自办的第一所医学高校。1927年，获国际联盟卫生处聘为该处中国委员，并授鼠疫专家称号。在伍连德的倡导和推动下，1929年末，中国与国际联盟卫生处达成协议，收回了海港检疫主权，并于1930年7月在上海成立全国海港检疫管理处，派伍连德任该处第一任总监兼上海海港检疫所所长。1931年九一八事变发生后，伍连德辞去在东北的职务南下。其间曾被日军指为间谍，拘留在沈阳，后经英国领事斡旋保释，南下赴上海就任全国海港检疫总监。1937年4月，任中华医学会公共卫生学会会长。

### 返回檳城
1937年日本攻占上海之后，伍连德因夫人過世傷心欲絕，返回出生地馬來亞，同時開業懸壺濟世，其后在吉隆坡创办了吉隆坡医学研究中心。1947年，他最后一次返回中国。
1951年，伍连德将其位于北京市东堂子胡同的住宅捐给中华医学会。1959年出版的伍连德自传《鼠疫斗士》一书序言中，伍连德写道：“我曾将大半生奉献给古老的中国，从清朝末年到民国建立，直到国民党统治崩溃，往事在我脑海里记忆犹新。新中国政府的成立，使这个伟大的国家永远幸福繁荣……”
1960年1月21日，伍连德在马来亚逝世，享年82岁。英国《泰晤士报》评论道：“他是一位伟大的人道主义斗士，没有比他留给世人的一切更值得我们引以为豪的了……”《英国医学周刊》的悼词称：“伍连德的逝世使医学界失去了一位传奇式的人物，他的毕生为我们所做的一切，我们无以回报，我们永远感激他。”
伍连德先后主持创办的检疫所、医院、研究所共计20所，还创办有滨江医学专科学校（哈尔滨医科大学的前身）。伍连德还组织或参与了中华医学会、中华麻风救济会、中国微生物学会、中国防痨协会、中国公共卫生学会、中国科学社等等组织。

### 身后
1965年，伍连德、王吉民合著的《中国医史》（英文，1932年上海出版）被选为批判“封资修”和“崇洋媚外”的对象，成为批判材料，这是因为当时认为该书对中医的认识有错误。中国中医研究院医史研究室的马堪温、蔡景峰承担该书的翻译任务。该书译好后，文化大革命爆发，诸位领导无暇过问，这个中译本仅印刷了15本，原计划的批判自然也没进行。
1990年，中国微生物学会接到国际微生物学会联盟来信，查询其创始人之一伍连德的资料。时任中国微生物学会代秘书长的程光胜对伍连德一无所知，他查阅资料后发现伍连德已经很少在中文出版物中出现。
1996年，伍连德之女伍玉玲来到哈尔滨，这是伍玉玲的出生地。哈尔滨医科大学和黑龙江省政协接待了伍玉玲，时任黑龙江省政协副主席的哈尔滨医科大学心血管教授傅世英会见了伍玉玲，获伍玉玲赠送一本《回忆伍连德博士——鼠疫斗士》画册。该画册使对伍连德了解甚少的傅世英受到感动。1998年，经傅世英等人组织，哈尔滨医科大学老校友共29人联名向哈尔滨市人民政府提交建议书，建议在滨江医院旧址建立一所伍连德纪念馆。该建议获当年哈尔滨市人民建议征集活动特别奖。1998年12月16日，哈尔滨市人民政府批准该旧址为哈尔滨市文物保护建筑。1999年1月，列为黑龙江省文物保护单位。
1999年3月10日，哈尔滨医科大学举行伍连德诞辰120周年纪念大会。1999年3月13日，北京首都儿科研究所举行纪念我国现代医学先驱伍连德博士诞辰120周年座谈会。
2001年9月8日，哈尔滨医科大学75周年校庆之际，哈尔滨医科大学在校本部设立伍连德纪念室，并在图书馆前树立伍连德铜像。
2003年中国爆发“非典”，公众关注烈性传染病。程光胜应《中国教育报》的邀请，撰写了介绍伍连德及其在东北防治鼠疫的文章。这是半个世纪来伍连德首次在大众媒体上出现。此后，中国各界对伍连德的关注升温，伍连德的知名度逐渐上升。对伍连德的纪念也在各地出现。
2008年9月8日，哈尔滨医科大学主办、哈尔滨医科大学附属第一医院承办的伍连德纪念馆在哈尔滨开馆。

## 诺贝尔奖
1935年以其“在肺鼠疫方面的工作，尤其是发现了旱獭在其传播中的作用”而获得诺贝尔生理学或医学奖的提名。诺贝尔奖候选人的保密期为50年，此消息2007年才在诺贝尔基金会网站上披露。当时他有英国公民身份。伍连德是华人世界第一个诺贝尔奖候选人。

## 著作
- 《中国医史》
- 《鼠疫概论》
- 《霍乱概论》
- 《鼠疫斗士 伍连德自传》

## 家庭
- 第一位妻子黃淑瓊(?-1937)：英語流利，曾以英語出版西施(Hsi Shih, Beauty of Beauty)、王昭君(Chao Chun, Beauty in Exile)等書，銷量極佳。原欲作貂蟬一书，因肺結核惡化於1937年病逝。
  - 長子-伍長庚(1906-1942)：清華大學畢業，美國Johns Hopkins University學士、耶魯大學博士，後再學醫，獲美國Rochester University Medical School醫學學位(M.D.)。曾任職中國第一衛生局人口統計部門主管，1942年因肺結核逝世北京。
  - 次子-伍長福(1909-1925)：死於肺炎感染。
  - 三子-伍長明(1911)：出生六個月夭折。
- 第二位妻子李淑貞：因伍連德長期在東北工作而結識，1925年結婚，育有3女2男。
  - 長女-伍玉玲(1926-)：深受二位夫人喜愛，伍玉玲稱黃淑瓊為「北京媽」，給獨居的黃淑瓊極大的溫暖。伍玉玲畢業於新加坡馬來亞大學、美國哥倫比亞大學、英國倫敦大學，獲美國夏威夷大學榮譽博士，長期與夫婿台鎮華任教於新加坡大學，為南洋知名語言學家，現退休居住澳洲。著有《Memories of Dr.Wu Lien-Teh, Plague Fighter》(追思伍連德博士-鼠疫鬥士)。
  - 次女-伍玉珍：馬來西亞怡保擔任教師，現居澳洲。
  - 三女-伍玉珠：現居澳洲。
  - 四子-伍長生：英國劍橋大學畢，新加坡著名律師。
  - 五子-伍長員：香港大學醫學系畢，於澳洲雪梨執業牙醫。

## 軼事
- 英國著名學者李約瑟準備出版一系列介紹中國古代科技與文明的書籍，但缺乏經費，伍連德得知此事後，透過與新加坡李光前交情，促使李氏基金會捐大筆款項，《中國之科技與文明》才得以完成並出版。

## 纪念
- 伍连德故居：位于北京市东城区东堂子胡同4、6号，2009年被列为东城区文物保护单位。
- 伍连德纪念馆：位于黑龙江省哈尔滨市道外区保障街140号，为原东三省防疫事务总处旧址。2008年由哈尔滨医科大学出资建立。[20]
- 哈尔滨医科大学附属第一医院伍连德纪念医院：位于黑龙江省哈尔滨市道外区保障街142号。
- 2021年3月10日，在COVID-19疫情期间，谷歌以涂鸦的方式在搜索引擎首页纪念伍连德142岁冥诞[21]。

## 延伸阅读
- 王哲. . 福建教育出版社. 2007年. ISBN 9787533446536.

- 礼露，发现伍连德：诺贝尔奖候选人华人第一人，中国科学技术出版社，2010年